# Hans Laxmand
Hans Laxmand († 30. Mai 1443 auf dem erzbischöflichen Gut in Flyinge bei Lund) war ein dänischer Erzbischof in Lund.

## Leben
Weder ist sein Geburtsjahr noch ist sein familiärer Hintergrund bekannt. Nach einem Auslandsstudium in Deutschland machte er in der dänischen Kirche schnell Karriere. 1410 wird er erstmals urkundlich als Mitglied des Domkapitels in Roskilde erwähnt. Kurz darauf wurde er in Lund Erzdiakon. 1436 wurde er zum Erzbischof von Lund ernannt. Er war ein scharfer Gegner König Erichs des Pommern. Als Adliger bemühte er sich um die Hebung der Bedeutung des Reichsrates auf Kosten der Macht des Königs. Er wurde auch zum Anführer der Opposition gegen den König im Reichsrat. Unter dem Einfluss des Konzils von Basel strebte er eine größere Selbständigkeit der dänischen Kirche gegenüber dem König und dem Papst an. Sein Widerstand gegen den König führte schließlich dazu, dass König Erich abgesetzt und Christoffer von Baiern neuer dänischer König wurde, den er am Neujahrstag 1443 im Dom zu Ribe krönte. Dabei verlieh er ihm den Titel „Archirex regni Daniae“ zum Zeichen, dass er König über drei Königreiche war.
Hans Laxmand stand zwar treu zur Kalmarer Union, bestand jedoch auf größtmöglicher Selbstständigkeit der einzelnen Reiche, wobei er den Schwerpunkt nicht im Monarchen, sondern in der Aristokratie sah. Er bemühte sich sehr um die Hebung der Kirchenzucht. Zusammen mit dem König erließ er zwei Verordnungen. Die eine befasste sich mit dem Kirchenzehnten, der künftig auch im Geltungsbereich des Jyske Lov erhoben werden solle, was offenbar bis dahin unterblieben war. Die andere verpflichtete die Bischöfe, die Klöster in ihrem Bistum schärfer zu beaufsichtigen, die Einhaltung der Ordensregeln zu überwachen und sie häufiger zu visitieren. Die Kirchenzucht hatte damals stark zu wünschen übrig gelassen. Er erreichte die Bestätigung der Privilegien seines Domkapitels und wurde selbst vom König mit dem Lindholm Lehen in Schonen belehnt. Auf dem Höhepunkt seines Wirkens starb er am 30. Mai 1443 ganz plötzlich.
Nach Erzbischof Absalon war er der bedeutendste Erzbischof in Dänemark.